# صبيان جو (رواية)
صبيان جو وكيف أصبحوا: تكملة لرواية "الرجال الصغار" هي رواية للمؤلفة الأمريكية لويزا ماي ألكوت، نُشرت لأول مرة في عام 1886. الرواية هي الكتاب الأخير في سلسلة نساء صغيرات. وفيه، صبيان جو، الذين كبروا الآن، وهم عالقون في مشاكل العالم الحقيقي.

## تاريخ التأليف والنشر
كتبت لويزا ماي ألكوت الرواية أثناء إقامتها في منزل ثورو ألكوت في الشارع الرئيسي في كونكورد، ماساتشوستس. اشترت المنزل لأختها آنا ألكوت برات في عام 1877، رغم أنها انتقلت إليه في ثمانينيات القرن التاسع عشر.

## التكيف
نانت الرواية هي محور مسلسل الرسوم المتحركة الياباني نوار (بالإنجليزية: Little Women II: Jo's Boys)‏. بالإضافة إلى فيلم رجال صغار [الإنجليزية] الذي صدر عام 1940.